# La Velata
La Donna velata ou La Velata (en français : « La Dame voilée ») est un tableau de Raphaël conservé à la Galerie Palatine du Palais Pitti à Florence.

## Historique
La Velata tient son nom du fait que le tableau représente une dame voilée. 
La personne représentée sur le tableau apparaît dans un autre portrait réalisé par Raphaël, La Fornarina, et pourrait être identifiée comme la Fornarina (« boulangère ») Margarita Luti, maîtresse romaine de Raphaël. La toile daterait d'entre 1512 et 1518. Giorgio Vasari en fait mention en 1515 et le tableau entre dans la collection de Cosme II de Médicis en 1614.

## Description
La jeune dame, représentée en buste, richement vêtue, portant un voile qui descend de ses épaules, cache son bras droit dont seule la main émerge du tissu, posée sur sa poitrine.
Son autre bras termine le tableau vers le bas et la gauche et la main est incomplètement visible.
Le fond est sombre.  

## Attribution à Raphaël
L'attribution de l'œuvre à Raphaël n'a jamais été mise en doute et le tableau figure parmi les plus célèbres portraits réalisés par l'artiste.

## Postérité
Le tableau fait partie du musée imaginaire de l'historien français Paul Veyne, qui le décrit dans son ouvrage justement intitulé Mon musée imaginaire.

### Sources
- (it) Cet article est partiellement ou en totalité issu de l’article de Wikipédia en italien intitulé « La Velata » (voir la liste des auteurs).